# (923) Herluga
(923) Herluga – planetoida z pasa głównego asteroid okrążająca Słońce w ciągu 4 lat i 86 dni w średniej odległości 2,62 au. Została odkryta 30 września 1919 roku w Landessternwarte Heidelberg-Königstuhl w Heidelbergu przez Karla Reinmutha. Nazwa pochodzi od imienia żeńskiego. Przed nadaniem nazwy planetoida nosiła oznaczenie tymczasowe (923) 1919 GB.